# Thief (album)
Thief – trzeci album kanadyjskiego singera-songwritera Dana Bejara wydany pod pseudonimem Destroyer. Płytę opublikowało początkowo w Catsup Plate w 2001, a w 2010 pojawiła się reedycja nakładem Merge Records.
Album kontynuuje formę poprzednich wydawnictw Destroyera, zbierając eklektyczne, indierockowe piosenki z gitarą, basem, perkusją i pianinem z autorskimi tekstami twórcy, zaśpiewanymi z egzaltacją i manierą. Bejarowi zaczyna też towarzyszyć coraz większy zespół. Tytuł wiąże się z frustracją twórcy na przemysł muzyczny, który nie pozwolił odnieść sukcesu komercyjnego jego zespołowi The New Pornographers.

## Lista utworów
1. "Destroyer's the Temple" – 4:43
2. "To the Heart of the Sun on the Back of a Vulture, I'll Go" – 3:52
3. "The Way of Perpetual Roads" – 3:52
4. "Canadian Lover/Falcon's Escape" – 3:19
5. "City of Daughters" – 2:29
6. "Every Christmas" – 3:29
7. "Mercy (We Had the Right)" – 5:27
8. "Queen of Languages" – 3:31
9. "I. H. O. J." – 1:47
10. "In Dreams" – 3:24
11. "Death on the Festival Circuit" – 3:15
12. "M. E. R. C. I." – 1:59
13. "Thief" – 2:25

## Personel
- Dan Bejar
- John Collins
- Scott Morgan
- Stephen Wood
- Jason Zumpano